# Смілка зеленкувата
Смілка зеленкувата (Silene chlorantha) — вид рослин з родини гвоздикових (Caryophyllaceae), поширений у Євразії.

## Опис
Багаторічна трав'яниста рослина 30–80 см заввишки. Стебла поодинокі, не гіллясті, голі. Прикореневі листки ланцетні, на довгих черешках, з середньою жилкою яка виділяється; стеблові листки до верхівки дедалі менші, від ланцетних до лінійних. Суцвіття вузько-волотисте, рідкісне; квітки на тонких ниткоподібних квітконіжках, розташовані на осі, рідше на коротких гілочках. Приквітки плівчасті, буруваті, на краях з рідкісними війками. Чашечка вузько циліндрична, при плодах булавоподібна, гола, бліда із зеленими жилками, іноді злегка пурпурно забарвлена. Пелюстки зеленуваті, майже до основи розділені на лінійні частки. Коробочка овальна, ≈ 8 мм довжиною, на короткій (2 мм) ніжці..

## Поширення
Вид поширений у середній і східній Європі та в помірній Азії.
В Україні вид зростає на трав'янистих схилах, у світлих місцях — на всій території, зазвичай.